# Johann Heinrich Friedrich Meineke

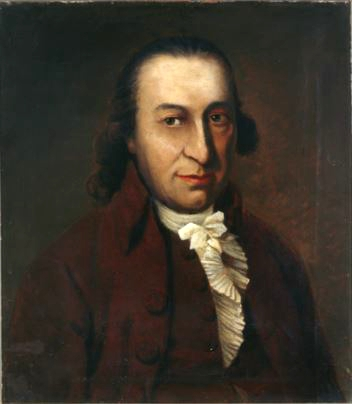
Johann Heinrich Friedrich Meineke; von Karl Christian Kehrer (1796)

Johann Heinrich Friedrich Meineke (* 11. Januar 1745 in Quedlinburg; † 23. Juli 1825 in Quedlinburg) war ein deutscher Theologe und Schulrektor. Er unterrichtete lange am Quedlinburger Gymnasium, ehe er zu St. Blasius Pastor wurde. Er verfasste Bücher und Schriften zu verschiedenen Themen.

## Leben
Nach dem Tod des Vaters im Jahr 1756 wurde Johann Heinrich Friedrich Meineke zusammen mit zwei Brüdern von der Mutter erzogen. Nach dem Besuch des Quedlinburger Gymnasiums ging er mit 19 Jahren nach Helmstedt, um Theologie zu studieren, und wechselte zwei Jahre später nach Halle. 1767 kehrte er nach Quedlinburg zurück und wurde Lehrer am Gymnasium, dem er bis 1802 verbunden blieb, seit 1780 als Rektor. 1802 übernahm er die Predigerstelle an St. Blasius.

## Schriftstellerische Tätigkeit
Meineke schrieb zu einem breiten Spektrum von Themen zahlreiche Bücher und Schriften, die zwischen 1773 und 1819 erschienen; zu seinen bekanntesten Werken zählen seine 1795 erschienene Übersetzung des Lehrgedichts de rerum natura von Lukrez, zu der er von Christoph Martin Wieland angeregt worden war und die von zum Beispiel Ludwig Gleim und August Wilhelm Schlegel anerkannt wurde. Neben weiteren Übersetzungen und zahlreichen Schriften theologischen und schulischen Inhalts veröffentlichte er auch eine Fabelsammlung und eine Metrik.

## Werke (Auswahl)
- Anakreons Gedichte nebst zwei anderen anakreontischen Gedichten und den Oden der Sappho. Leipzig 1776.
- Drei Bücher Fabeln für allerlei Leser, Berlin 1779.
- Titus Lucretius Carus von der Natur, ein Lehrgedicht in sechs Büchern. Leipzig 1795.
- Die Verskunst der Deutschen aus der Natur des Rhythmus entwickelt. Leipzig 1817.
- Materialien zur Erleichterung des Selbstdenkens über Gegenstände der Wissenschaften und Künste in alphabetischer Ordnung. Halberstadt 1819.